# Jean-Luc Vasseur
Jean-Luc Vasseur (Poissy, 1º gennaio 1969) è un allenatore di calcio ed ex calciatore francese di ruolo centrocampista.

## Carriera

### Allenatore
Dopo il ritiro dal calcio giocato nel 2001, Vasseur si dedica all'allenamento, iniziando il suo percorso con le giovanili del Paris Saint-Germain e restando in seguito nel mondo del calcio maschile dirigendo dal 2011 le prime squadre del Créteil-Lusitanos, tre stagioni, per passare allo Stade Reims dalla stagione 2014-2015, in quella successiva al Paris FC e, dopo un anno di inattività, al Châteauroux nella stagione 2017-2018.
Le maggiori soddisfazioni però arrivano dal calcio femminile. Arrivato sulla panchina della sezione femminile dell'Olympique Lione rilevando Reynald Pedros dalla stagione 2019-2020, alla guida delle ragazze vince tutti i trofei nazionali, Campionato, Coppa e Supercoppa, ottenendo inoltre la 7ª Champions League per la società. Nonostante ciò, prima della fine della stagione successiva, complici i risultati non all'altezza di quella precedente, viene esonerato e sostituito con l'ex nazionale Sonia Bompastor, per la quale già ricopriva il ruolo di direttrice del centro di formazione femminile. 
Per tentare di invertire un inizio di stagione negativo, a fine ottobre 2021 l'Everton annuncia l'esonero del tecnico scozzese Willie Kirk e l'ingaggio di Vasseur con un contratto di due anni e mezzo.

## Palmarès

### Allenatore

#### Competizioni giovanili
- Championnat National U17: 1

Paris Saint-Germain U17: 2010-2011

#### Competizioni nazionali
- Championnat National: 1

Créteil-Lusitanos: 2012-2013
- Campionato francese: 1

Olympique Lione femminile: 2019-2020
- Coppa di Francia: 1

Olympique Lione femminile: 2019-2020
- Trophée des Championnes: 1

Olympique Lione femminile: 2019

#### Competizioni internazionali
- UEFA Women's Champions League: 1

Olympique Lione femminile: 2019-2020

#### Individuale
- Allenatore dell'anno UEFA (calcio femminile): 1

2019-2020